# Rianne Guichelaar
Rianne Dorien Guichelaar (Enschede, 16 augustus 1983) is een Nederlandse waterpolospeelster.
Guichelaar doet sinds ongeveer haar achtste aan waterpolo. Haar debuut in het Nederlandse waterpoloteam maakte ze in mei 2001. In 2008 maakte ze haar olympisch debuut op de Olympische Spelen van Peking, waar Nederland de titel haalde. Ze speelt linkshandig en was lid van Het Ravijn uit Nijverdal. In het seizoen 2009-2010 besloot ze voorlopig te stoppen met waterpolo (zowel bij het nationale team als bij Het Ravijn) wegens motivatieproblemen. Ze is inmiddels herstart met waterpolo en speelt nu bij EZC in Enschede.

## Palmares

### Club niveau

#### Het Ravijn
Nationaal
- Nederlands kampioenschap waterpolo Dames: 2002-2003, 2007-2008, 2011-2012
- KNZB Beker: 2006, 2007, 2008, 2010

Internationaal
- Len Trophy:  2006,  2011

### Nederlands team
- 2000: EK junioren in Pilzen
- 2001: EK in Boedapest, WK in Fukuoka
- 2002: EK junioren in Loule
- 2003: EK in Ljubliana, WK in Barcelona, WK junioren in Galgary
- 2004: OS kwalificatie
- 2005: 10e WK Montréal (Canada)
- 2006: 6e EK Belgrado (Servië)
- 2007: 9e WK Melbourne (Australië)
- 2008: 5e EK Málaga (Spanje)
- 2008:  Olympische Spelen van Peking (China)

Iefke van Belkum · 
Gillian van den Berg · 
Daniëlle de Bruijn · 
Mieke Cabout · 
Rianne Guichelaar · 
Biurakn Hakhverdian · 
Marieke van den Ham · 
Noeki Klein · 
Simone Koot · 
Ilse van der Meijden · 
Meike de Nooy · 
Alette Sijbring · 
Yasemin Smit · 
Robin van Galen (bondscoach) · 
Arno Havenga (teammanager)